# Науменко Кім Єлисейович

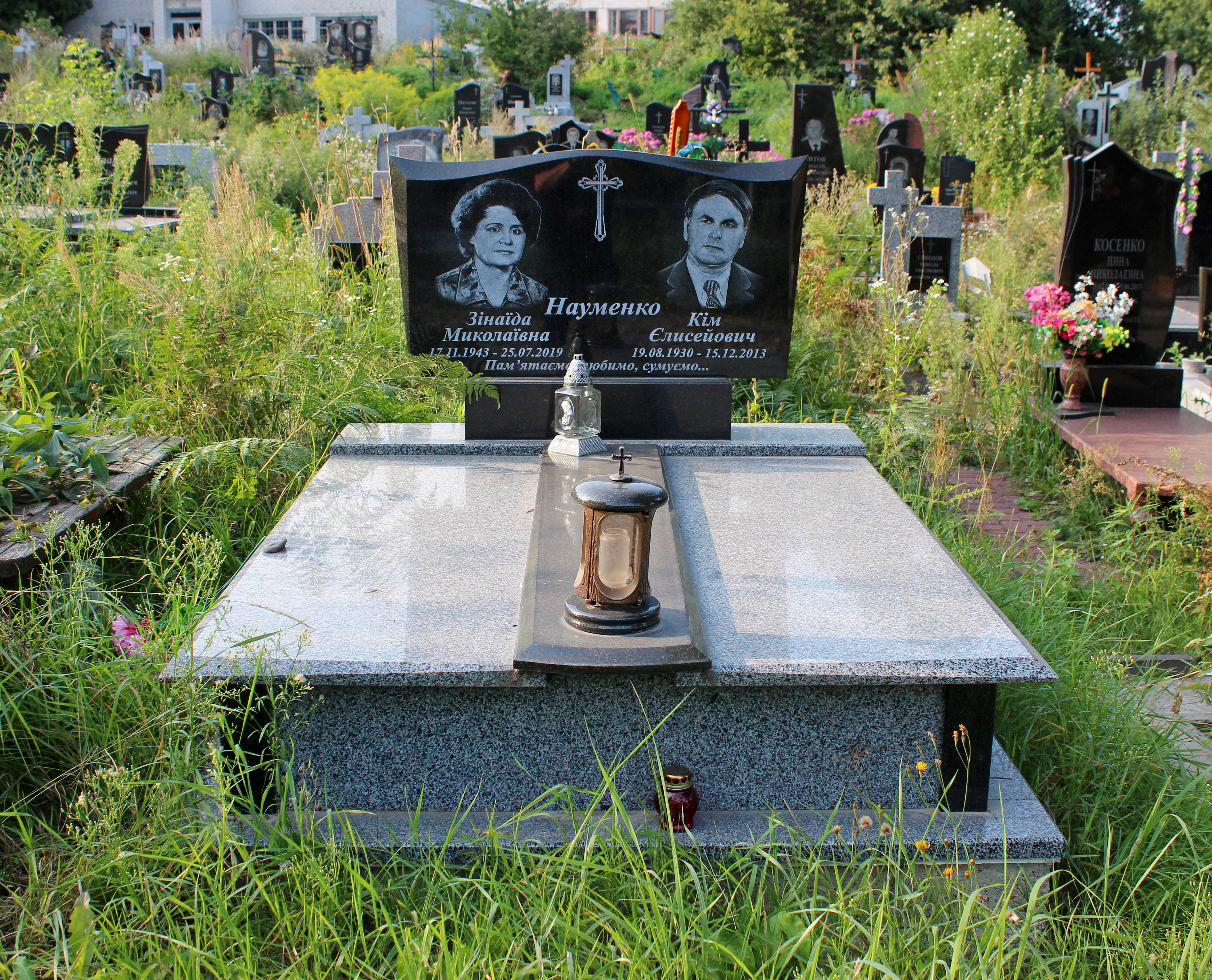

Кім Єлисейович Науменко (19 серпня 1930, м. Барвінкове, Харківська область — 15 грудня 2013, м. Львів) — український історик.

## Життєпис
Народився 19 серпня 1930 року в м. Барвінкове Барвінківського району УРСР, нині Харківська область, Україна.
В роки війни перебував у евакуації в Казахстані як член сім'ї партизана. У 1944—1946 роках мешкав у Щирці Львівської області з батьком — головою Щирецького райвиконкому. Навчався у Щирецькій середній школі, де закінчив 8-й клас. У 1946—1948 — вихованець Одеського артпідготовчого училища, у 1951 році закінчив Хабаровське артучилище, де йому присвоєно звання лейтенанта.
У 1951—1976 роках служив офіцером артилерії в частинах Донського, Північно-Кавказького, Далеко-Східного військових округів, зокрема у Сталінграді (Волгограді), на Сахаліні, Курильських островах, в Амурській області.
1973 року закінчив заочне відділення історичного факультету Благовєщенського державного педагогічного інституту.
Від 1977 року підполковник запасу, у відставці, мешкав у Львові.
Працював військовим керівником ПТУ облпобутуправління, співробітником Львівського історичного музею, начальником управління кадрів міжобласного управління «Вторкольормет», У 1989—2011 роках — науковий співробітник Інституту українознавства імені І. Крип'якевича НАН України. Сфера досліджень — військова історія України, історія національно-визвольних змагань першої половини XX століття.
Помер 15 грудня 2013 року. Похований 17 грудня 2013 року на Голосківському цвинтарі (поле № 6а) у Львові.

## Творчість
Автор і співавтор 25 книг, понад 200 публікацій в пресі, зокрема, зарубіжній, близько 400 статей в енциклопедіях.

## Відзнаки
Відзначений президентом України В. Ющенком урядовою нагородою — орденом «За заслуги».